# Сасько Геннадій Михайлович
Сасько Геннадій Михайлович (нар. 20 жовтня 1946, Сталіно) — український композитор, музикант.

## Біографія
Народився 20 жовтня 1946 року в м. Донецьку.
В 1971 році закінчив Київську консерваторію за класом композиції Л. М. Колодуба.
В 1971—1972 — завідувач музичною частиною Київського російського драматичного театру ім. Лесі Українки.
В 1972—1974 — диригент Ансамблю пісні і танцю Червонопрапорного Західного прикордонного округу.
З 1974 — редактор, в 1975—1985 — завідувач-редактор видавництва «Музична Україна».
У 1988-90 — завідувач музичною частиною Київського молодіжного театру, музичний редактор студії науково-популярних фільмів.
В 1990-92 — заступник директора Центру музичної інформації Спілки композиторів України.
1992-94 — директор видавництва «Довіра», шеф-редактор книго-видавничого центру «Посредник».
З 1994 до нині — директор спеціалізованого видавництва дитячої літератури «Гроно» (ноти та книги).

## Нагороди та відзнаки
Лауреат Премії ім. В. С. Косенка за визначний внесок у розвиток музичної творчості для дітей та юнацтва (2002).
Заслужений діяч мистецтв України (2008).
Лауреат Мистецької премії «Київ» ім. Артемія Веделя (2010).
2023 рік — Лауреат преміі імені М. В. Лисенка в номінації «за видатні досягнення у професійній композиторській творчості» за твір «Веснонько, весна». Концерт для мішаного хору та солістки на вірші Максима Рильського.

## Твори
- мюзикл рос. "У нас в Кибертонии, или День первого подснежника" (1978);
- для соліста, хору та симфонічного оркестру — поема рос. "Вечный огонь" (сл. О. Кравченко, 1968);
- для соліста, дитячого та мішаного хорів, симфонічного оркестру — кантата рос. "Ленин жив" (сл. В. Маяковського, 1970, 2-а ред. 1977);
- для соліста та мішаного хору — поема «Веснонька-весна» (сл. М. Рильського, 1983);
- для солістів та народного хору — фольк-ораторія рос. "Отцовская нива" (сл. Г. Паламарчук, 1986);
- для симфонічного оркестру — рос. Славянская поэма (1971);
- для фортепіано та симфонічного оркестру — Композиція на теми пісень про прикордонників (1974);
- для флейти и симфонічного оркестру — Концерт (1975);
- для камерного оркестру — рос. Симфонієтта (1969), рос. Русское интермеццо (1974);
- для скрипки та фортепіано — Соната (1975);
- для віолончелі — Камерна сюїта (1969);
- для валторни та фортепіано — Рапсодія (1986);
- для фортепіано — Інвенції (1967), Соната (1970), Фантазія (1978),
- цикл п'єс рос. «Відгомін століть» (1982), цикл п'єс для дітей «Мозаїка» (1983), Поліфонічна фантазія (1986);
- для клавесина — шість п'єс «Весняні барви» (1986);
- для голоса и фортепіано — Романси на сл. С. Щипачева (1966), Три сонети У. Шекспіра (1966);
- для хору — «Сумерки» (сл. И. Белоусова, 1979), диптих «Осеннее» (1987), Колискова, «Не туманся, туман» (все на сл. П. Усенко, 1987), обр. нар. песен;
- естрадні та дитячі пісні;
- п'єси для естрадних та джазових ансамблів;
- музика до мультфільмів та драматичних спектаклів.